# Maturação na viticultura

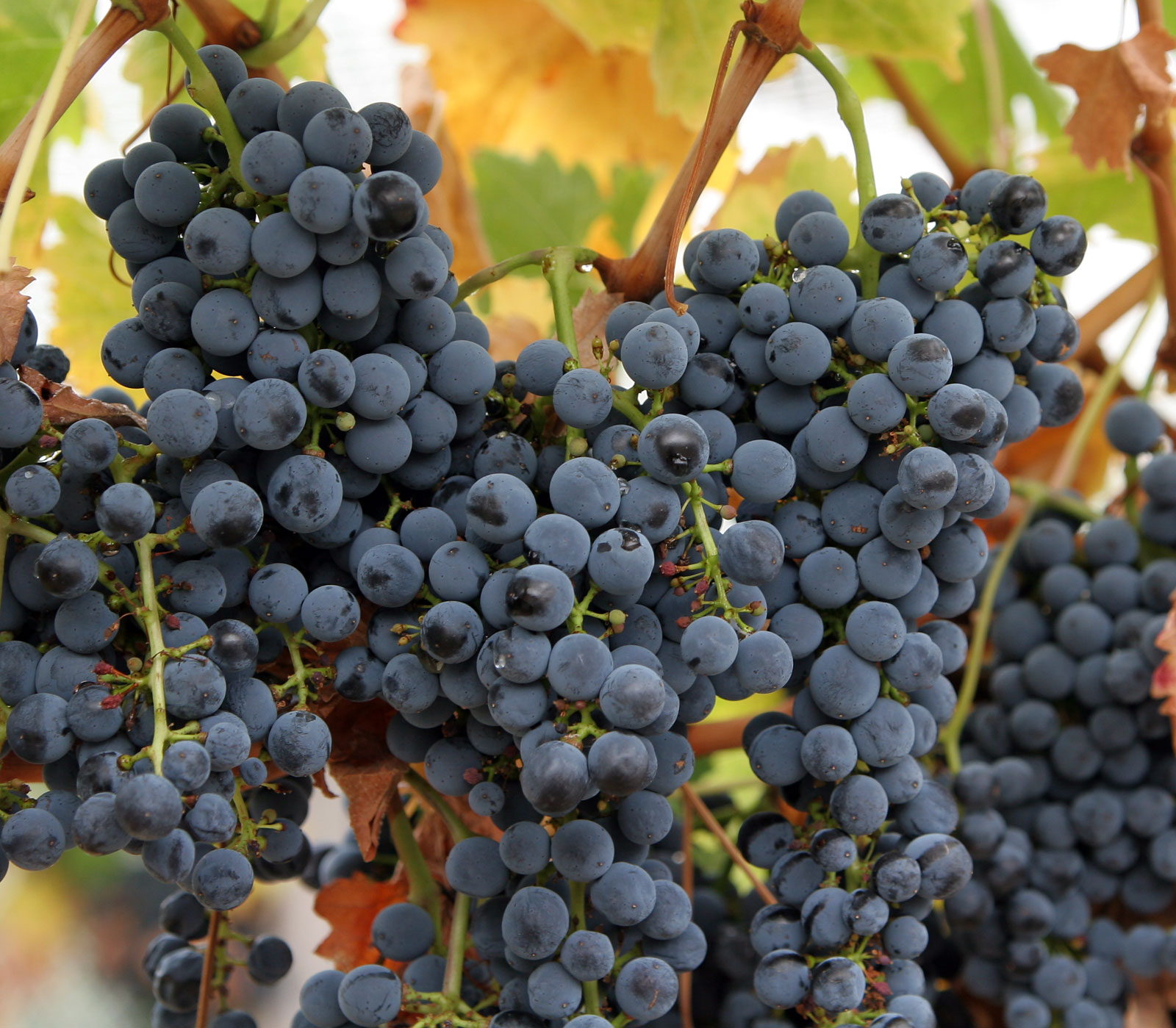
Uvas amadurecendo na videira.

A maturação na viticultura é a conclusão do processo de maturação das uvas de vinho na videira, o que sinaliza o início da colheita. O que exatamente constitui a maturação varia de acordo com o estilo de vinho que está sendo produzido (espumante, tranquilo, fortificado, rosé, vinho de sobremesa etc.) e com o que o enólogo e o viticultor acreditam pessoalmente que constitui a maturação. Depois que as uvas são colhidas, os componentes físicos e químicos da uva que influenciarão a qualidade do vinho são essencialmente definidos, de modo que determinar o momento ideal de maturação para a colheita pode ser considerado a decisão mais crucial na vinificação.
Há vários fatores que contribuem para a maturação da uva. À medida que as uvas passam pelo veraison, os açúcares das uvas continuam a aumentar enquanto os níveis de acidez caem. O equilíbrio entre o açúcar (bem como o nível potencial de álcool) e os ácidos é considerado um dos aspectos mais críticos da produção de vinhos de qualidade, portanto, o peso do mosto e a "acidez total", bem como o pH das uvas, são avaliados para determinar a maturação. No final do século XX, os vinicultores e viticultores começaram a se concentrar no conceito de atingir a maturação "fisiológica" das uvas - descrita como uma maturação mais completa dos taninos e de outros compostos fenólicos das uvas que contribuem para a cor, o sabor e o aroma do vinho.

## O que acontece com uma uva quando ela amadurece

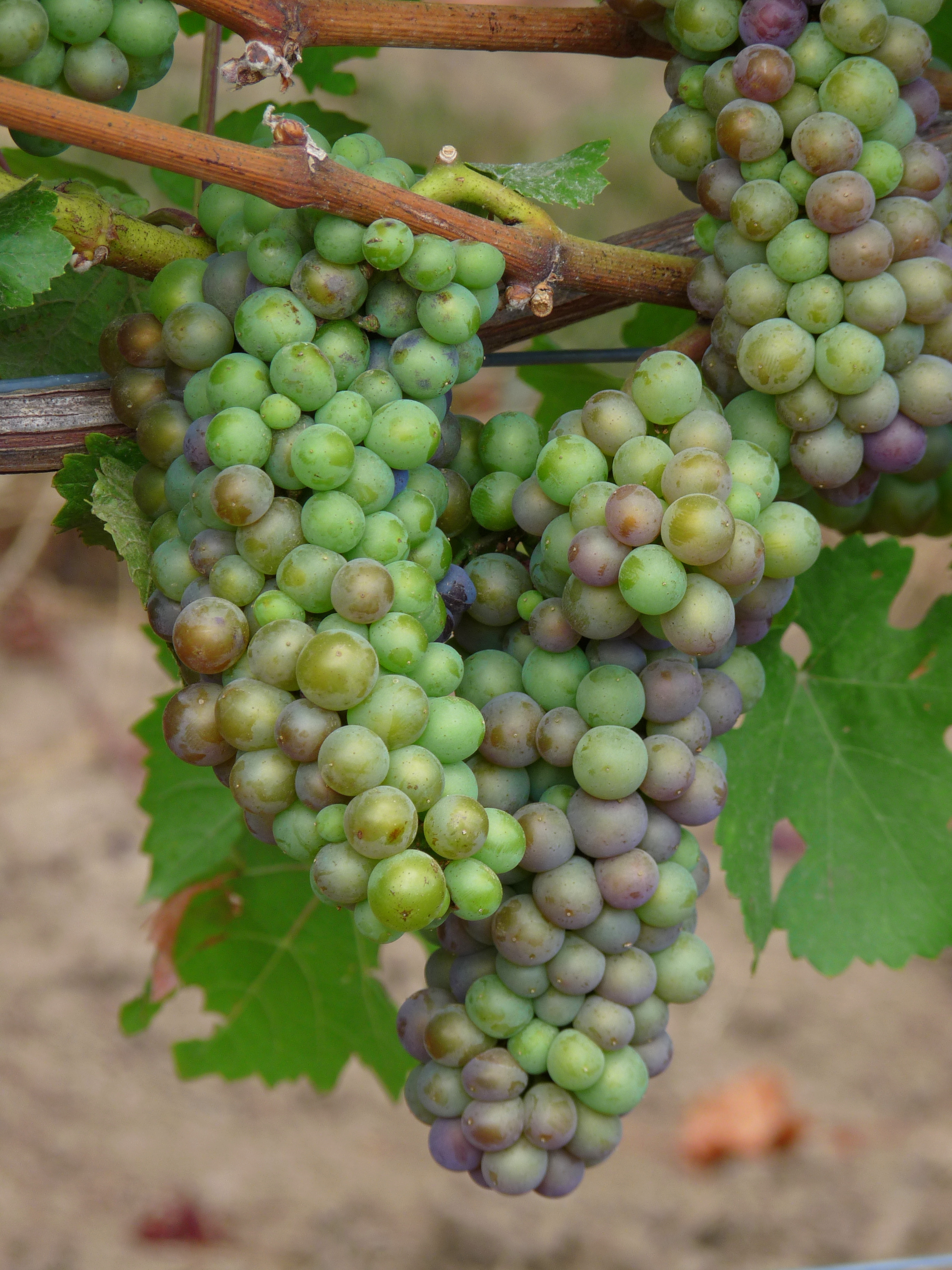
Uvas Pinot Noir nos estágios iniciais do veraison. À medida que as uvas amadurecem, a concentração de compostos fenólicos, como as antocianinas, substitui a cor verde da clorofila nas bagas de uva, tornando-as pretas.

Se o amadurecimento for definido de forma ampla como o desenvolvimento das uvas para vinho, pode-se dizer que o amadurecimento está ocorrendo durante todo o ciclo anual contínuo da videira. Em uma definição mais restrita, o amadurecimento começa no início do veraison. Nesse ponto (que normalmente ocorre de 40 a 60 dias após a frutificação, embora possa ser mais longo em climas mais frios), as uvas estão duras e verdes, com baixos níveis de açúcar e níveis muito altos de ácidos málicos. Durante a maturação, que pode durar de 30 a 70 dias, dependendo do clima e de outros fatores, as uvas passam por várias mudanças que afetam a composição de açúcar, ácido, tanino e minerais. A concentração de compostos fenólicos na casca, principalmente as antocianinas nas uvas para vinho tinto, substitui a cor verde da clorofila à medida que as próprias bagas de uva mudam de cor.
O aumento de açúcares nas uvas vem do armazenamento de carboidratos nas raízes e no tronco das videiras, bem como do processo de fotossíntese. A sacarose produzida pela fotossíntese é transferida das folhas para as bagas à medida que é quebrada em moléculas de glicose e frutose. A taxa desse acúmulo dependerá de vários fatores, inclusive do clima (como uma série de nuvens que impedem que a luz do sol chegue à videira), bem como do tamanho da produção potencial dos cachos de uva e das pontas dos brotos de videiras jovens que competem pelos recursos da videira-mãe. À medida que a concentração de açúcares aumenta, a concentração de ácidos diminui devido, em parte, à simples diluição, mas também ao consumo de ácidos no processo de respiração da planta. A diminuição dos ácidos livres, bem como o acúmulo de potássio, desencadeia um aumento no nível de pH do suco de uva.
Além da mudança nos níveis de açúcar, ácidos e pH, outros componentes das uvas estão se acumulando durante o processo de amadurecimento. Os componentes minerais de potássio, cálcio, magnésio e sódio aumentam em concentração à medida que são disseminados entre a casca das uvas e sua polpa carnuda. A cor das bagas de uva começa a mudar devido ao acúmulo de compostos fenólicos, como a antocianina, nas cascas. Os flavonóides e os compostos voláteis conhecidos como "precursores de sabor", que contribuem para o sabor e o aroma finais do vinho, também começam a se acumular nas cascas e na polpa. Além disso, a concentração de taninos na uva aumenta em várias áreas da uva, incluindo a casca, as sementes e o caule. No início do processo de amadurecimento, esses taninos são muito amargos e "verdes". A exposição ao calor e à luz do sol durante o período de amadurecimento provoca mudanças químicas nos taninos que, quando transformados em vinho, fazem com que os taninos sejam mais suaves na boca.

### Níveis variáveis de maturação para diferentes vinhos
O que constitui a "maturação" varia de acordo com o estilo de vinho que está sendo produzido, bem como com as visões particulares dos vinicultores e viticultores sobre o que é a maturação ideal. O estilo do vinho geralmente é ditado pelo equilíbrio entre açúcares e ácidos. O que pode ser considerado "maduro" para um vinicultor pode ser considerado pouco maduro para outro vinicultor ou até mesmo maduro demais para um terceiro vinicultor. O clima e a variedade de uva específica também desempenham um papel importante na determinação da maturação e da data da colheita. Em climas muito quentes, como certas áreas da Califórnia e da Austrália, a maturação geralmente é atingida cerca de 30 dias após o início do veraison, enquanto em climas muito mais frios, como o Vale do Loire e partes da Alemanha, isso pode não ocorrer até 70 dias após o veraison. Os períodos de amadurecimento de cada variedade de uva variam, sendo que uvas como a Cabernet sauvignon levam muito mais tempo para amadurecer em comparação com variedades de amadurecimento precoce, como a Chardonnay e a Pinot noir.
Como ao longo do amadurecimento os açúcares nas uvas aumentam, o nível de doçura, bem como o nível potencial de álcool do vinho, desempenhará um papel considerável para determinar quando uma uva está "madura" o suficiente. Isso ocorre porque os açúcares são convertidos em álcool pela levedura por meio do processo de fermentação. Quanto maior for a concentração de açúcares na uva, maior será o nível potencial de álcool. Entretanto, a maioria das cepas de levedura de vinificação tem dificuldade de sobreviver em uma solução alcoólica acima de 15% de álcool por volume (ABV) e interrompe a fermentação antes que todo o açúcar seja convertido em álcool. Isso deixa uma certa quantidade de açúcar residual que influencia o nível de doçura do vinho. Os vinhos destinados a serem doces, como os vinhos de sobremesa, são frequentemente chamados de vinhos de colheita tardia, porque são colhidos em pontos extremos de maturação, muito mais tarde do que quando as uvas de vinho de mesa regular são colhidas.
A presença de álcool (particularmente etanol) no vinho contribui muito mais do que apenas benefícios à saúde com moderação e consumo mínimo, aplicado com prudência, ou efeitos negativos em excesso. Ela tem um impacto imenso sobre o peso e a sensação na boca do vinho, bem como sobre o equilíbrio entre doçura, taninos e ácidos. Na degustação de vinhos, as qualidades anestésicas do etanol reduzem a sensibilidade do paladar aos efeitos severos dos ácidos e taninos, fazendo com que o vinho pareça mais suave. Ele também desempenha um papel importante durante o envelhecimento do vinho em sua complexa interação com ésteres e compostos fenólicos que produzem vários aromas no vinho que contribuem para o perfil de sabor do vinho. Por esse motivo, alguns vinicultores valorizam um nível de álcool potencial mais alto e adiam a colheita até que as uvas tenham uma concentração suficientemente alta de açúcares.
Para outros tipos de vinhos, como os espumantes, como o champanhe, manter uma certa quantidade de acidez nas uvas é importante para o processo de vinificação. Como a concentração de ácidos nas uvas diminui à medida que se avança no processo de amadurecimento, as uvas destinadas a vinhos espumantes geralmente são algumas das primeiras uvas a serem colhidas em uma safra. Com sua alta acidez e baixos níveis de açúcar, essas uvas estariam pouco maduras e produziriam vinhos de mesa que muitos consumidores de vinho considerariam intragáveis, mas o equilíbrio de açúcares e ácidos é bem adequado para a produção de vinho espumante.

## Fatores que influenciam a maturação

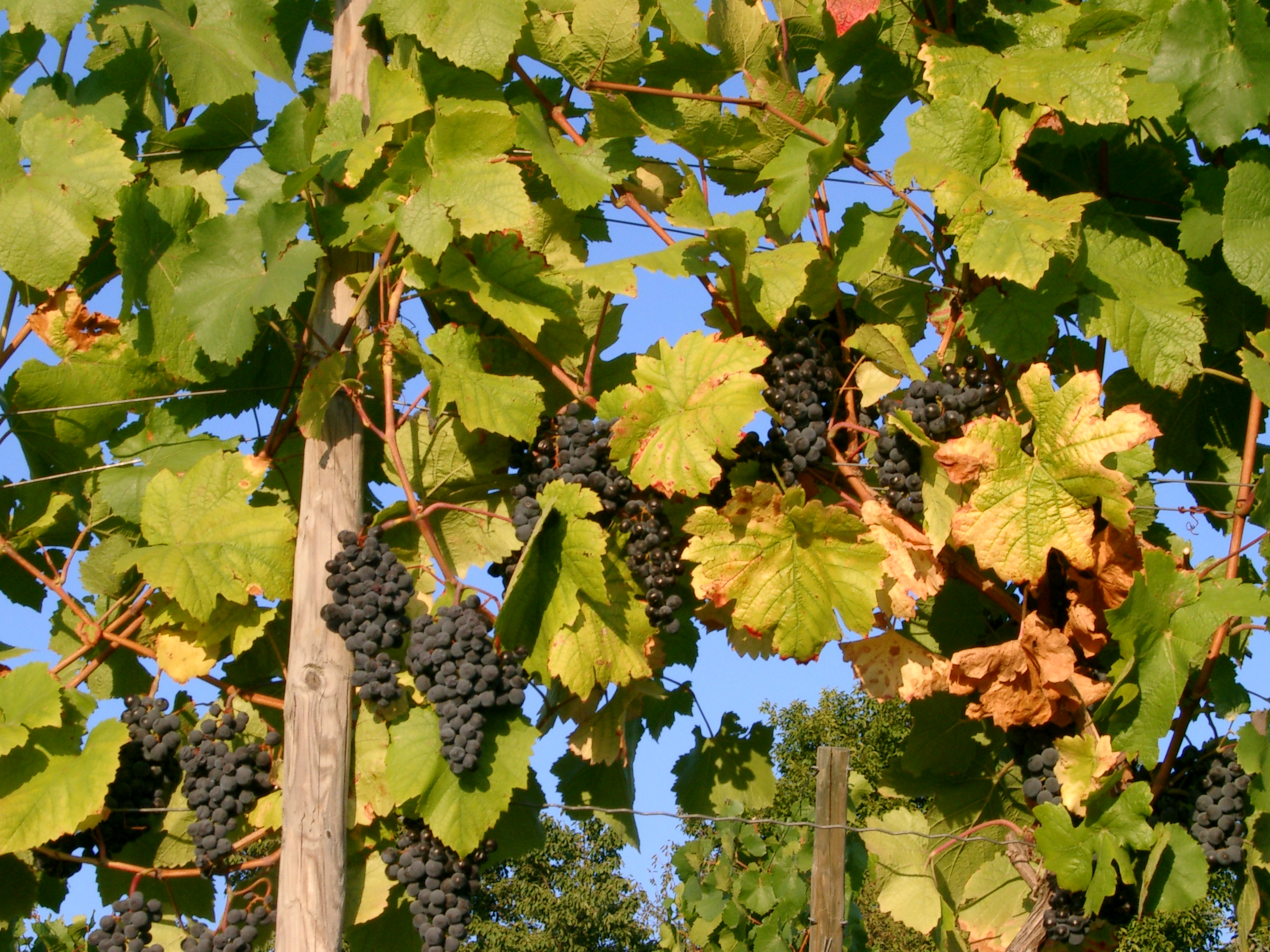
As técnicas de gerenciamento de vinhedos, como o gerenciamento do dossel, podem influenciar o processo de amadurecimento das uvas, equilibrando a quantidade de folhagem necessária para a fotossíntese em relação ao excesso de folhagem que sombreia as uvas e compete pelos recursos da videira.

Um dos principais fatores que influenciam o processo de amadurecimento da videira é o clima e o tempo. A luz solar e a temperatura são vitais para as funções fisiológicas da videira (como a fotossíntese). A ausência de qualquer um deles, como longos períodos de extensa cobertura de nuvens, fará com que muitas funções da videira diminuam de velocidade ou até parem completamente, pois a videira entra em um tipo de "modo de sobrevivência". À medida que a videira canaliza mais recursos para preservar sua própria sobrevivência, menos recursos são direcionados para o amadurecimento e o desenvolvimento dos cachos de uva. O calor excessivo também pode fazer com que a videira reaja de forma adversa. A ocorrência de ondas de calor durante a estação de crescimento, especialmente quando se aproxima a colheita, pode fazer com que os açúcares das uvas aumentem e os ácidos caiam drasticamente. Alguns vinicultores podem decidir colher mais cedo para manter os níveis de acidez, mesmo que outros componentes (como taninos e compostos fenólicos) não estejam em sua maturação ideal. Para os vinicultores que decidem "esperar", a falta de ácido pode ser parcialmente corrigida durante o processo de vinificação com a adição de ácidos, como o ácido tartárico. É muito mais difícil remediar os efeitos de chuvas extensas durante o período de amadurecimento. Chuvas constantes antes da colheita podem fazer com que as bagas inchem com água, o que dilui os sabores, além de causar rachaduras na casca, o que cria aberturas para a deterioração e a propagação de microorganismos. Devido a esses riscos, a ameaça de chuvas prolongadas durante uma safra pode causar uma colheita antecipada antes que as uvas tenham amadurecido totalmente. As safras mais favoráveis permitem um amadurecimento lento e constante, sem saltos drásticos de calor ou ameaça de chuva excessiva.
O papel que o clima desempenha na influência do processo de amadurecimento não pode ser superesimado, mas não é o único fator. O manejo do vinhedo, como a poda e o manejo do dossel, também pode desempenhar um papel significativo, pois não só influencia os processos fisiológicos da videira, mas também a forma como a videira responde ao compartilhar seus recursos limitados de energia e nutrientes. As folhas de uma videira produzem energia por meio do processo de fotossíntese. É necessária uma certa quantidade de folhagem para garantir que a videira possa produzir energia suficiente para sustentar todas as suas funções fisiológicas, mas uma cobertura excessiva de folhas sombreará os cachos de uva, limitando a exposição direta à luz solar e ao calor necessários para o desenvolvimento de alguns componentes químicos das uvas. Uma quantidade excessiva de folhagem e sombreamento também pode promover o desenvolvimento de várias doenças e enfermidades da videira, como a podridão do cacho e o oídio, que podem prejudicar o processo de amadurecimento. Uma videira muito vigorosa, com muitos cachos e brotos, terá várias partes competindo pelos mesmos recursos, o que retarda o desenvolvimento geral de cada cacho. Por meio do processo de gerenciamento do dossel, os viticultores tentam equilibrar não apenas a quantidade de cachos e brotos na videira, mas também tentam alcançar um equilíbrio ideal da folhagem necessária para a fotossíntese, sem sombreamento excessivo que poderia prejudicar o processo de amadurecimento.
Mesmo que o clima e o manejo do vinhedo tenham sido ideais, outros fatores podem impedir o amadurecimento completo e uniforme. Entre os cachos de uma videira, as bagas individuais podem não amadurecer todas no mesmo ritmo. Esse problema, comumente conhecido como millerandage, pode ocorrer devido ao mau tempo durante o período de floração da uva, mas também pode ser causado por um solo deficiente em vários nutrientes, como o boro, por um ataque de várias doenças da videira, como o vírus da folha de leque da videira, ou por vários outros fatores que podem contribuir para a fertilização incompleta da planta.

## Avaliação da maturação

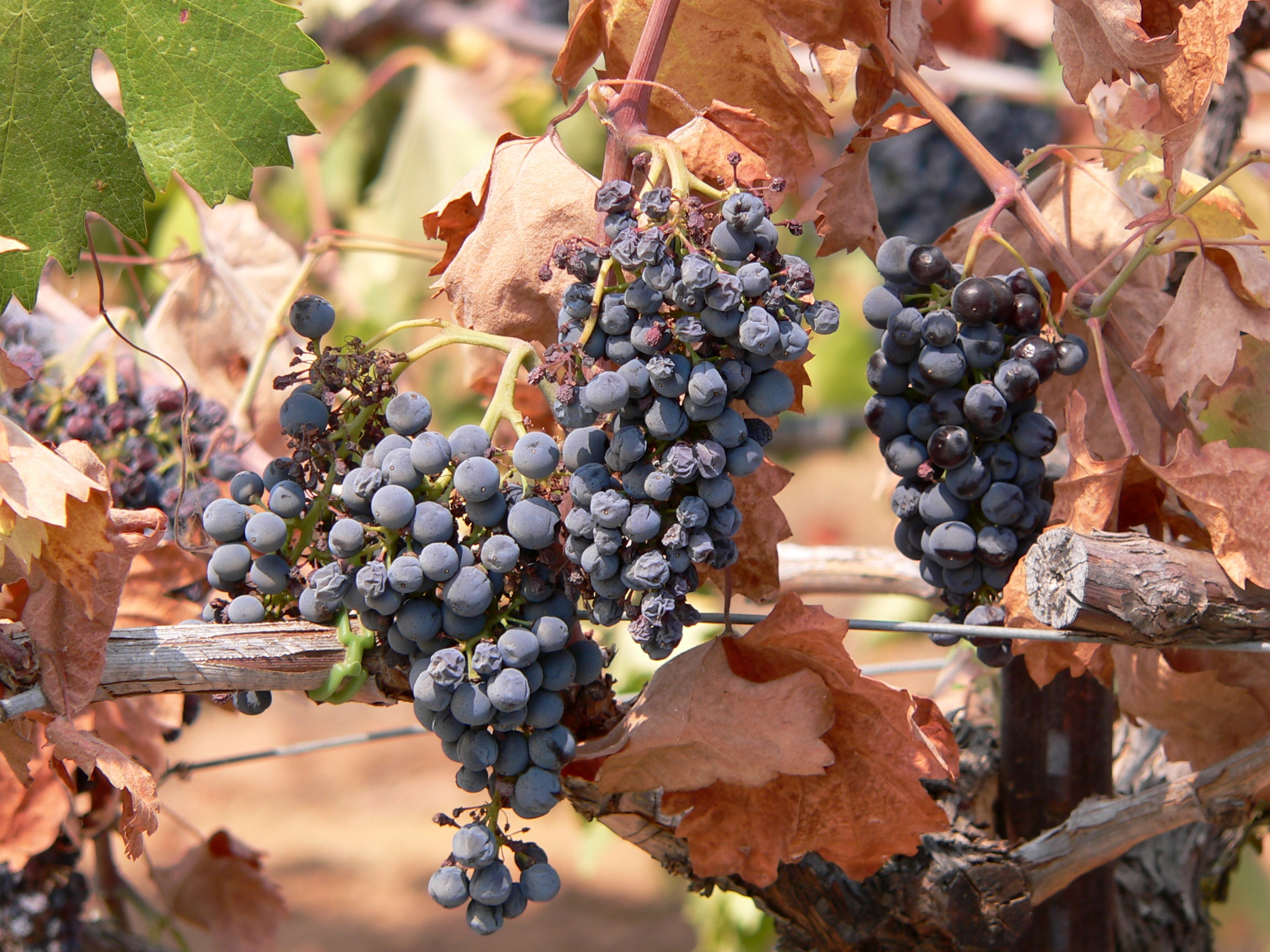
As uvas que foram deixadas na videira por muito tempo podem ficar maduras demais e desidratadas.

Como a maturação constitui uma variedade de fatores, há muitos métodos que os viticultores e vinicultores podem usar para determinar quando as uvas estão suficientemente maduras para a colheita. O método mais comum de determinar a maturação envolve a medição dos níveis de açúcar, acidez e pH das uvas, com o objetivo de colher no ponto em que cada número atinge sua faixa mais ideal para o tipo de vinho que está sendo produzido. Nos últimos anos, os viticultores e enólogos deixaram de se concentrar apenas nesses números e passaram a considerar outros fatores, inclusive a maturação dos taninos, o desenvolvimento de precursores de sabor e o potencial de desenvolvimento de glicosídeos. Uma combinação desses fatores, além do açúcar, da acidez e do pH, é considerada a maturação "fisiológica" da uva.

### Peso do mosto
Como mais de 90% de todos os sólidos dissolvidos no suco de uva são açúcares, a medição do peso do mosto é um bom indicador da quantidade de açúcares no vinho. Em vez de medir a "massa" real do mosto, a densidade  específica do suco é medida em relação à densidade específica da água destilada. Os viticultores e produtores de vinho podem usar um refratômetro, que utiliza um índice de refração para medir indiretamente o peso do mosto a partir do suco de uma única uva, ou podem usar um hidrômetro na vinícola com o suco de várias dezenas ou centenas de bagas de uva. Diferentes países ao redor do mundo usam várias balanças para medir o peso do mosto do suco de uva. Nos Estados Unidos, na Nova Zelândia e em partes da Austrália, ele é medido em graus brix (símbolo °Bx); na Alemanha (vinho), em graus Oechsle (°Oe); na França e na maior parte da Europa, a escala Baumé foi usada até 1961 e, na Áustria, é usada a escala Klosterneuburger Mostwaage (°KMW).
Após o início do veraison, os viticultores testam várias centenas de bagas individuais colhidas de cachos em todo o vinhedo, em intervalos cada vez maiores, à medida que a colheita se aproxima. Em geral, as bagas são retiradas do meio do cacho, evitando as videiras no final das fileiras que tendem a ficar expostas aos elementos mais incomuns. O peso do mosto é então plotado em um gráfico para ver a maturação crescente e os níveis de açúcar da uva. A leitura do peso do mosto mais desejável dependerá da meta pessoal de maturação do vinicultor. Um vinho com potencial alcoólico pretendido de 12% precisará ser colhido em torno de 21,7°Bx, 12 graus Baumé ou 93°Oe. Um vinho com potencial alcoólico de 15% precisará ser colhido em torno de 27,1°Bx, 15 graus Baumé ou 119°Oe. A maturação desejada para a maioria dos vinhos de mesa tende a se situar em algum lugar entre essas duas medidas de peso do mosto.

### Nível de acidez

Os principais ácidos encontrados nas uvas para vinho são os ácidos tartárico e málico.

À medida que os níveis de açúcar na uva aumentam, os níveis de acidez diminuem. Todos os vinhos precisam de algum grau de acidez para serem equilibrados e evitarem um sabor sem profundidade ou sem brilho. A acidez também é um componente fundamental na harmonização de alimentos e vinhos, portanto, sua presença no vinho é importante para que os vinicultores tentem colher as uvas antes que os níveis de acidez caiam demais. O estresse para manter os níveis de acidez não é tão grande devido ao fato de que os vinicultores podem corrigir a situação adicionando ácidos posteriormente durante o processo de vinificação (os vinicultores também podem corrigir as deficiências nos níveis de açúcar por meio da chaptalização). No entanto, os ácidos naturais da uva desempenham outros papéis no desenvolvimento de compostos de sabor e aroma, bem como na luta contra os efeitos de organismos de deterioração, de modo que a situação mais ideal para os vinicultores é tentar colher enquanto os níveis de acidez são aceitáveis.
Os principais ácidos do vinho são o ácido tartárico e o ácido málico, com os ácidos cítrico e succínico desempenhando um pequeno papel. A acidez titulável ou "AT" (também chamada de "acidez total") é a medida do ácido tartárico nas uvas. Esse é o ácido mais abundante e também o ácido que tem o impacto mais pronunciado e duradouro no sabor do vinho. O AT é geralmente medido neutralizando-se um pouco de suco de uva com uma solução alcalina padrão (como hidróxido de sódio) e, em seguida, usando um indicador (como fenolftaleína) que muda de cor dependendo dos níveis de acidez da solução. O indicador é adicionado ao suco de uva seguido de quantidades crescentes da solução alcalina à medida que o vinho muda de cor, até que a adição de mais solução deixe de promover uma mudança de cor. Nesse ponto, o vinho foi neutralizado e a quantidade de solução alcalina necessária para neutralizar foi calculada em uma fórmula para dar uma indicação da quantidade de ácido tartárico presente no vinho. O nível de AT é então expresso em uma porcentagem de gramas por 100 mililitros. Assim como no caso do peso do mosto, os níveis ideais de maturação variam de acordo com o estilo do vinho e a preferência do vinicultor. Para vinhos de mesa tranquilos, os níveis de AT geralmente ficam entre 0,60-0,80% para uvas de vinho tinto e 0,65-0,85 para uvas brancas.

#### Nível de pH

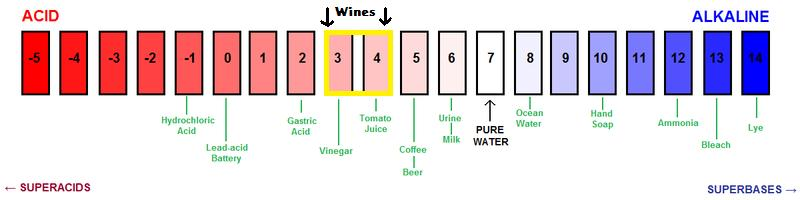
Os níveis de pH da maioria dos vinhos ficam entre 3 e 4 na escala de pH.

O nível de pH de um vinho é a medida da quantidade de íons de hidrogênio livres (H+). Ele está relacionado ao nível de acidez titulável de um vinho, mas difere de forma significativa. Números baixos de pH indicam uma alta concentração de ácidos em uma solução. Enquanto a água pura é neutra, com um pH de 7, o vinho tende a ser mais ácido, com um pH entre 3 e 4. À medida que os níveis de acidez nas uvas em amadurecimento caem, a concentração de ácidos diminui, o que significa que o nível de pH está aumentando. Leveduras, bactérias e compostos fenólicos, como as antocianinas, que influenciam a cor, têm tolerância variável a vinhos com altos níveis de pH. Em geral, os vinhos com alto valor de pH tendem a ter cores mais opacas e sabores menos desenvolvidos, além de serem mais propensos a falhas no vinho causadas por organismos de deterioração, o que torna o monitoramento dos níveis de pH das uvas durante o amadurecimento uma prioridade para viticultores e vinicultores.
Embora o método rudimentar de testar o pH seja expor o suco de uva a um indicador de pH, como as tiras usadas para um teste de tornassol padrão, os resultados geralmente não são tão detalhados e precisos quanto o necessário para avaliar a maturação. Portanto, a maioria das vinícolas usa um medidor de pH que pode fornecer leituras com uma precisão de mais ou menos 0,1. Assim como acontece com os açúcares e ácidos, os níveis ideais de pH para determinar a maturação variam. Para vinhos brancos, os vinicultores geralmente procuram leituras de pH entre 3,1 e 3,2, enquanto o máximo seria 3,4. Se o pH estiver muito alto, pode ser um sinal de que as uvas estão maduras demais (ou que o solo tem muito potássio, o que também influencia as leituras de pH). Embora haja riscos em deixar o pH muito alto, os vinicultores podem combater o pH alto adicionando mais ácido tartárico ou málico durante a vinificação. No entanto, muitos viticultores e vinicultores usam as leituras de pH como um forte limite para o início da colheita.

#### Equilíbrio de açúcar, acidez e pH

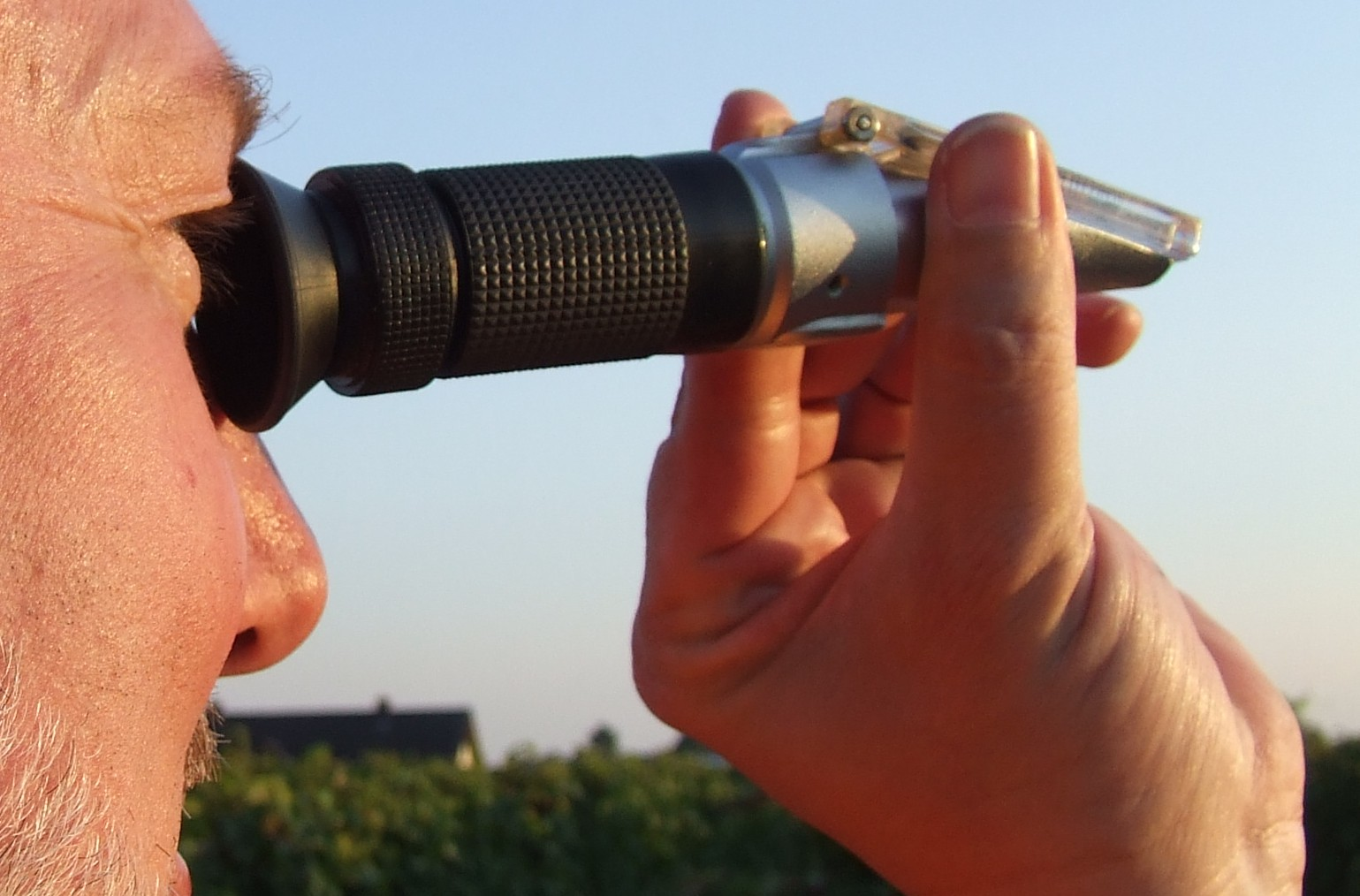
Os produtores de vinho usam um refratômetro em amostras de uvas colhidas no vinhedo para medir os níveis de açúcar e determinar a maturação.

A situação mais ideal para um viticultor ou enólogo é ter os níveis de açúcar, acidez e pH perfeitamente equilibrados no momento da colheita. Um ideal hipotético para o vinho tinto de mesa é ter medições de uva com 22 Brix, 0,75 AT e 3,4 pH. Como observa o autor e enólogo Jeff Cox, esses números são a mão de pôquer "royal flush" da vinificação que raramente é dada aos enólogos. Com todas as variáveis de clima, solos de vinhedos, variedades de uvas, gerenciamento de vinhedos e as características gerais da safra, os vinicultores aprendem a encontrar um meio-termo entre todas essas leituras de componentes e a selecionar o ponto de maturação que mais se alinhe com sua visão do produto final do vinho.
Há várias fórmulas que os viticultores e vinicultores podem usar que utilizam as várias medições de açúcar, ácido e nível de pH. Um método desenvolvido por pesquisadores da Universidade da Califórnia em Davis é a relação Brix:AT, que usa a relação entre os graus brix e as medições de AT. Por exemplo, um vinho com 22°Bx e 0,75 AT terá uma relação Brix:ATde quase 30:1. De acordo com os pesquisadores de Davis, os vinhos de mesa mais equilibrados tendem a ter uma relação Brix:AT entre 30:1 - 35:1. Outro método é multiplicar a leitura do pH por ela mesma e depois multiplicar esse número pela leitura do Brix. Usando esse método, quando as uvas para vinho branco se aproximam de 200 e as uvas para vinho tinto se aproximam de 260, essa pode ser uma boa regra para saber quando colher. Por exemplo, se as uvas para vinho branco tiverem um pH de 3,3 e um Brix de 20, depois de passar por essa fórmula, elas terão um número final de 217,80, que está bem dentro de uma faixa de colheita aceitável para alguns vinicultores.

### Maturação fisiológica

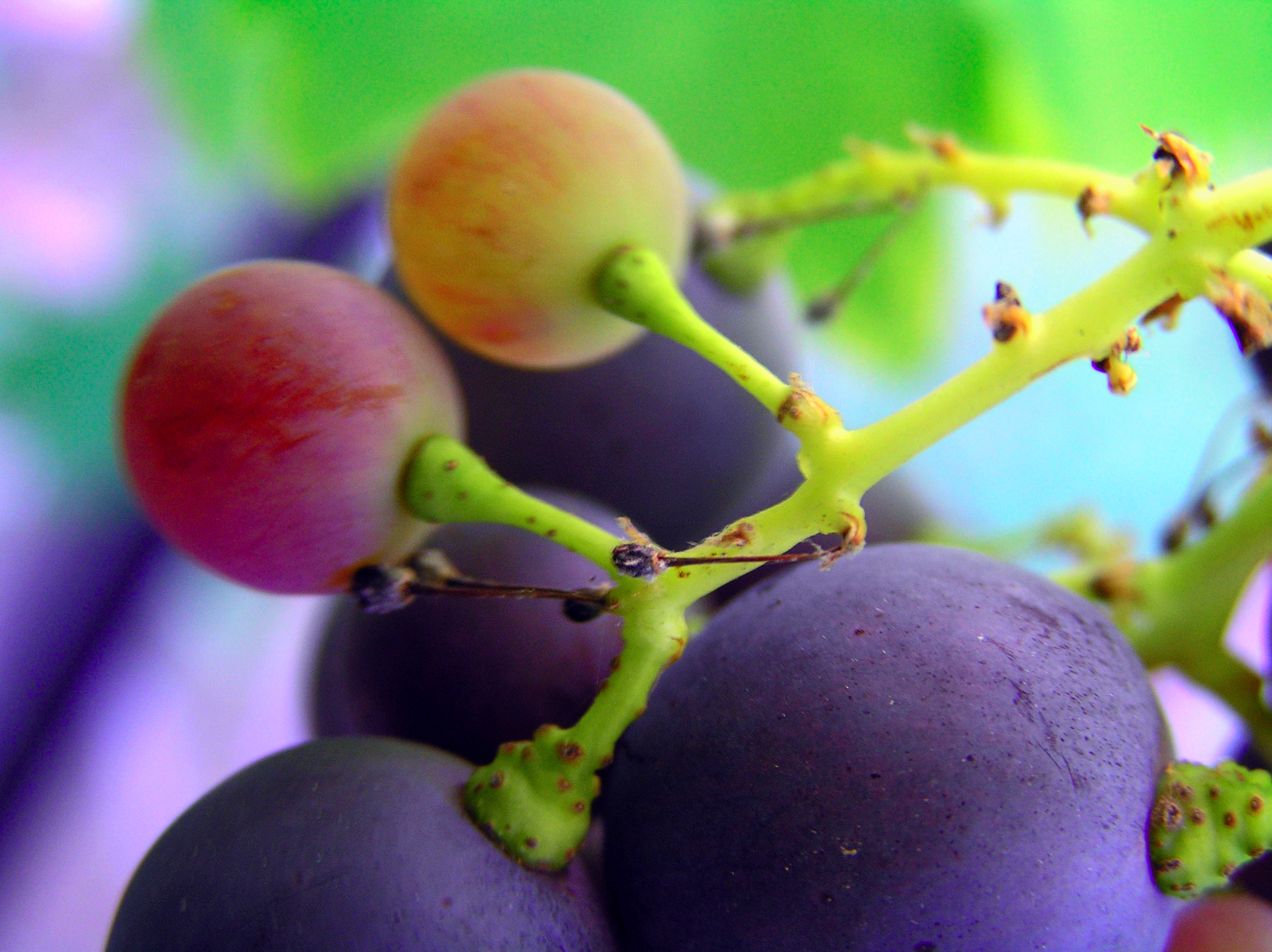
Para determinar a maturação fisiológica, os vinicultores observam a lignificação dos caules das uvas, que passam de flexíveis e verdes a duros, lenhosos e marrons.

A ideia de maturação fisiológica (ou maturidade fisiológica) das uvas é uma contribuição relativamente recente à discussão sobre maturação na viticultura e na vinificação. É uma categoria ampla de fatores no desenvolvimento de uvas em amadurecimento que afetam a qualidade do vinho além das medições padrão de açúcares, ácidos e pH. Esses fatores geralmente incluem a avaliação da maturação dos taninos, bem como o desenvolvimento de outros compostos fenólicos que contribuem para a cor, o sabor e o aroma do vinho. De muitas maneiras, o conceito de maturação fisiológica é semelhante à noção francesa de engustment (da raiz latina gustus ou gosto), o estágio de maturação em que o aroma e o sabor se tornam aparentes. Pesquisas demonstraram que a maioria dos compostos aromáticos se desenvolve na baga na forma glicosilada como metabólitos secundários que ocorrem no final do amadurecimento, quando o acúmulo de açúcares se estabiliza. Esse estágio é diferente das interações açúcar/ácido do amadurecimento porque é possível que uma uva esteja "madura" no contexto dos níveis de açúcar e ácido, mas ainda seja muito imatura no que diz respeito ao desenvolvimento de taninos, aromas e sabor que são característicos de um vinho complexo ou de qualidade.
Na maioria das vezes, muitas dessas qualidades são difíceis de medir objetivamente, portanto, a avaliação da maturação fisiológica das uvas é centrada na observação e na amostragem física das uvas. Com a experiência, os vinicultores e viticultores aprendem a associar determinados sabores e características a diferentes estágios de desenvolvimento. Eles avaliam a textura da casca e da polpa da baga, bem como a cor da casca, das sementes e dos caules. Se as sementes ainda estiverem verdes, é mais provável que os taninos no interior da uva sejam duros e amargos. À medida que os taninos continuam a se desenvolver, as sementes começam a escurecer. Eles observarão a lignificação dos caules, que passam de flexíveis e verdes a duros, lenhosos e marrons (em muitas variedades, mas não em todas), indicando que a videira concluiu seu trabalho de desenvolvimento dos cachos de uva "descendentes" e começou a armazenar carboidratos e recursos para a próxima estação de crescimento. Durante o período de amadurecimento, os vinicultores e viticultores fazem amostragens contínuas de uvas em todo o vinhedo nas semanas e dias que antecedem a colheita.

#### Precursores de sabor e glicosídeos

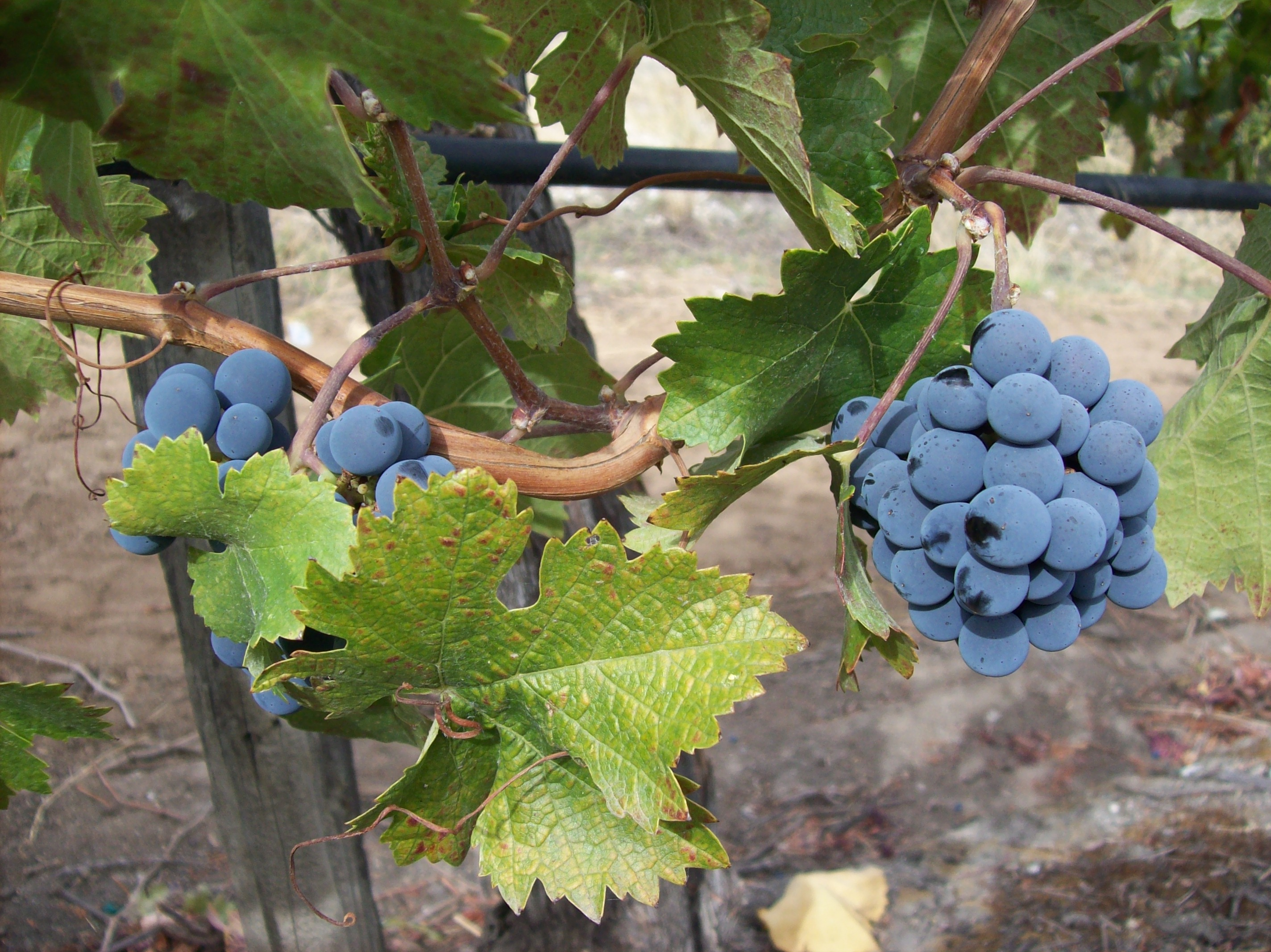
Pesquisadores do setor de vinhos estão desenvolvendo novas maneiras de medir objetivamente a maturação.

Embora seja difícil medir objetivamente as qualidades da maturação fisiológica, os pesquisadores do setor vinícola continuam buscando métodos que forneçam alguma indicação do desenvolvimento das uvas nessas áreas. Por exemplo, algumas vinícolas começaram a usar a espectroscopia de infravermelho próximo (NIRS) para determinar a concentração de antocianinas que produzem cor nas cascas das uvas. Uma quantidade considerável de pesquisas foi dedicada ao estudo de métodos para determinar a presença de precursores de sabor e glicosídeos nas uvas em amadurecimento.
Recentemente, métodos semelhantes para determinar o teor de clorofila nas folhas de forma não destrutiva foram aplicados à medição do teor de antocianina. Atualmente, existem alguns instrumentos de absorbância óptica disponíveis comercialmente, projetados para medir e computar um valor de índice altamente correlacionado com a quantidade real de conteúdo de antocianina em uma amostra. Para usar com uvas, a casca é removida e colocada sobre o sensor do medidor. As medições levam apenas um ou dois segundos. Esses medidores de teor de antocianina usam um sinal adicional de infravermelho próximo (NIR), que leva em conta a espessura da amostra, juntamente com o comprimento de onda da absorbância para calcular um valor de índice muito preciso, repetível e consistente o suficiente para testes comparativos. Um novo método que está sendo explorado é mergulhar um pedaço de papel de filtro em uma solução/amostra a ser medida e colocá-lo na cabeça do sensor como amostra de teste. Houve relatórios positivos sobre o segundo método, mas eles não foram publicados.
Os precursores do sabor são compostos sem sabor que ocorrem naturalmente nas uvas como resultado da atividade metabólica normal da videira. Eles são mais abundantes nas uvas do que os compostos fenólicos conhecidos como flavonoides e incluem compostos como os monoterpenos, que contribuem para o aroma floral do Riesling e do Muscat, e a metoxipirazina, que contribui para o aroma de "pimenta verde" associado ao Cabernet sauvignon e ao Sauvignon blanc. Quando esses componentes estão "livres", são conhecidos como "compostos de sabor", mas quando se combinam com os açúcares das uvas, tornam-se glicosídeos ou "precursores de sabor". Esses compostos são encontrados em quantidades residuais e medidos em partes por trilhão. Por meio da ação de ácidos e enzimas, os glicosídeos derivados do açúcar das uvas passam por hidrólise, criando glicosídeos. Esses compostos são liberados durante os estágios finais da vinificação e do envelhecimento, quando aumentam ou aprimoram os compostos de sabor. Teoricamente, as uvas com mais precursores de sabor têm o potencial de produzir vinhos de melhor qualidade.
Os cientistas descobriram que é possível determinar, até certo ponto, a presença desses compostos na uva antes da colheita. Uma maneira é medir com espectrômetros de massa de cromatógrafo a gás. Outro método é por meio da análise do ensaio de glicosil-glicose. Por meio desse método, os glicosídeos do suco de uva são isolados e, em seguida, hidrolisados para produzir glicose. A quantidade de glicose produzida é então quantificada e tabulada em resultados que são expressos como quantidade de glicosídeos em micromoles por litro ou por baga de uva. A relação entre a presença de glicosídeos nas uvas para vinho e o potencial de qualidade do vinho resultante não é uma ciência exata, mas continua sendo uma área de pesquisa e desenvolvimento contínuos.